# 알코올 중독

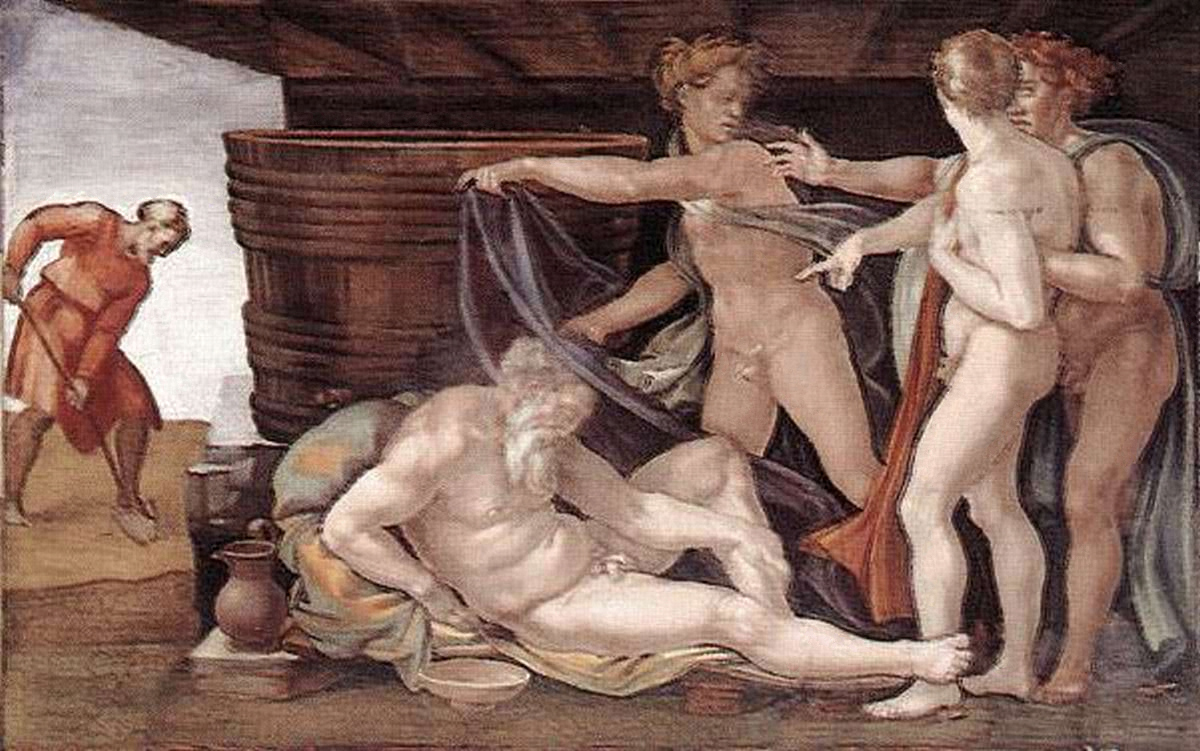
미켈란젤로가 그린 《술 취한 노아》

알코올 중독(Αλκοόλ Σύνδρομ(AlcoholSyndrom)/Αλκοολισμός)은 생물체가 알코올을 음식물로 섭취 또는 체내에 주사됨으로써 발생하는 생리학적 상태이며, 심리학적 의식변화를 수반할 수 있다. 알코올이 생물체의 몸 속에 들어가면 물질대사가 일어나 알코올을 비독성 물질로 분해한다. 알코올이 분해되는 속도보다 더 빠르게 알코올이 혈류 속으로 확산되면 알코올 중독이 발생한다.
알코올 중독의 증세로는 심리적으로 행복감 고양감을 느끼는 것, 예측불가능한 행동, 의식불명과 의식 상태를 오감, 의식불명 또는 반불명 상태에서의 구토, 발작, 산소 부족으로 인한 피부색 변화 등이 있다. 이런 증세를 일반적으로 "술이 취했다"라고도 한다. 즉 술이 취했다는 것이 곧 경미한 알코올 중독 상태에 있는 것을 의미한다.
증상이 극심할 경우(i.e. 혈중 알코올 농도가 치명적일 정도로 높을 경우)에는 혼수상태나 죽음에 이를 수 있는데, 이런 것을 급성 알코올 중독(acute alcohol intoxication)이라고 한다.

## 증상
알코올 중독은 최근 에탄올(알코올)의 음주로 인해 건강에 부정적인 영향을 미친다. 심할 경우 의학적 응급 상황이 될 수 있다. 행복감 및 사회적 억제력 저하와 같은 알코올 중독의 일부 효과는 알코올의 바람직함의 핵심이다.

## 진단
국제질병분류에서는 알코올 중독을 정신 및 행동 장애로 규정하고 있다(ICD-10). 최종 진단은 일반적으로 독성 검사의 일부로 수행되는 알코올 혈액 검사에 의존한다. 미국 및 기타 국가의 법 집행관은 혈액 검사에 대한 보다 편리하고 신속한 대안으로 음주 측정기 및 현장 음주 검사를 사용하는 경우가 많다. 소비자가 사용할 수 있는 다양한 음주 측정기 모델도 있다. 이러한 장치는 신뢰성이 다양하고 법 집행 목적으로 사용되는 테스트와 다른 결과를 생성할 수 있으므로 이러한 장치의 결과는 보수적으로 해석되어야 한다.
많은 비공식적인 중독 테스트가 존재하는데, 이는 일반적으로 신뢰할 수 없으며 과도한 중독을 억제하거나 자동차 운전, 중장비 작동, 공작 기계 사용 등과 같은 활동의 안전을 나타내는 지표로 권장되지 않는다.
혈액 알코올 검사 이외의 방법으로 알코올에 중독되었는지 여부를 판단하려면 저혈당증, 뇌졸중, 기타 중독제 사용, 정신 건강 문제 등과 같은 다른 조건을 배제해야 한다. 기준을 설정하기 위해 피험자가 술에 취하지 않은 동안 그들의 행동을 관찰하는 것이 가장 좋다. 몇 가지 잘 알려진 기준을 사용하여 가능한 진단을 확립할 수 있다. 급성 치료 환경의 의사의 경우, 급성 알코올 중독은 다른 급성 신경 질환과 유사할 수 있거나 진단 및 치료를 복잡하게 만드는 다른 기분전환용 약물과 자주 결합될 수 있다.

## 같이 보기
- 음주 운전